# Бойков, Сергей Осипович
Сергей Осипович Бойков, иногда упоминается как Иосифович, Байков, и Сергеевич (1828—1877) — русский актёр и драматург; артист Императорских театров.

## Биография
Сергей Бойков родился в 1828 году. Был артистом Императорских театров в городе Санкт-Петербурге.
Написал, перевёл и адаптировал для русского театра множество водевилей и одноактных комедий (около сорока пьес), из которых, при жизни им было издано лишь небольшое число. Некоторые из этих водевилей надолго пережили автора и пользовались успехом на театральных сценах Российской империи и в начале XX века, вплоть до октябрьского переворота. Среди них, в частности, были пьесы: «Повеситься или утопиться», «15-летняя вдовушка», «Жилец с тромбоном», «Дамский вагон», «Купленный выстрел», «Два медведя в одной берлоге», «Подставной жених», «Бродяги».
Сергей Осипович Бойков умер 3 октября 1877 года.